# Spektrum
För andra betydelser, se Spektrum (olika betydelser).

Det elektromagnetiska spektrumets olika våglängder; synligt ljus i detalj.

Inom fysiken är ett spektrum (plural spektrum, spektrer eller spektra) en uppdelning av elektromagnetisk strålning eller annan typ av vågrörelse i olika våglängder eller frekvenser.
Uttrycket är mest känt från optiken där det står för uppdelning av ljusstrålning i olika våglängder som mäts i nanometer (nm) eller, inverterat, i olika frekvenser som mäts i terahertz (THz). När ljuset bryts i t.ex. ett prisma och sedan reflekteras till våra ögon ser vi de olika våglängderna som olika färger. Ordet spektrum kan också användas för vågrörelser som inte är elektromagnetiska, exempelvis kan ljud  delas upp i ett spektrum av deltoner längs en tonhöjdskala. I överförd bemärkelse används ordet för att beteckna en mångfald av till exempel valmöjligheter. Ordet spektrum är ursprungligen bildat från det latinska specere, som betyder skåda eller betrakta.

## Spektral uppdelning
Den elektromagnetiska strålningens olika våglängdsområden har fått egna namn: 
- Radiovågor (våglängderna kan vara kilometerlånga)
- Mikrovågor
- Infrarött ljus
- Synligt ljus  (c:a 380-780 nm) kan uppfattas av mänskligt öga. Beteckningen används ofta inom fysiken men är ifrågasatt eftersom ljusstrålningen inte är synlig när den passerar framför våra ögon utan endast när den riktas in i ögat. Det exakta omfånget för det synliga våglängdsområdet anges något olika i olika källor.[2][3]
- Ultraviolett ljus
- Röntgenstrålning
- Gammastrålning (pikometerkorta våglängder)

Traditionell astronomi sysslade bara med synligt ljus. Numera arbetar forskarna över hela spektralområdet från radioastronomi till röntgenastronomi och gammaastronomi.

## Spektralfärger
| Ett sätt att dela upp färgspektrum | Ett sätt att dela upp färgspektrum                                                                                      | Ett sätt att dela upp färgspektrum                                                                                      | Ett sätt att dela upp färgspektrum                                                                                      |
| ---------------------------------- | --- | --- | --- |
|                                    | | | |
|                                    | | | |
|                                    | Färg | Våglängd (nm) | Frekvens (THz) |
|                                    | Röd | 625–740 | 480–405 |
|                                    | Orange | 590–625 | 508–480 |
|                                    | Gul | 565–590 | 531–508 |
|                                    | Grön | 520–565 | 577–531 |
|                                    | Cyan * | 500–520 | 600–577 |
|                                    | Blå * | 435–500 | 690–600 |
|                                    | Violett | 380–435 | 789–690 |
|                                    | | | |
| *                                  | Newtons sjudelade spektrum inkluderade ”blått” och ”indigo”, som kan ha motsvarat ”cyan” respektive ”blått” i tabellen. | Newtons sjudelade spektrum inkluderade ”blått” och ”indigo”, som kan ha motsvarat ”cyan” respektive ”blått” i tabellen. | Newtons sjudelade spektrum inkluderade ”blått” och ”indigo”, som kan ha motsvarat ”cyan” respektive ”blått” i tabellen. |

Strålningen inom det område som kan ge synintryck kan delas upp i olika våglängder med till exempel ett prisma, eller – som i regnbågen – i vattendroppar. När sådan strålning träffar en yta ser vi ett färgspektrum av kulörtoner från violett (kort våglängd) till rött (lång våglängd). Ljusets brytning i ett prisma undersöktes och presenterades först av Isaac Newton som också konstaterade att strålningen som sådan saknar färg. Övergångarna mellan olika färger är gradvisa men traditionellt brukar man dela upp spektrum i sju färger: rött, orange, gult, grönt, blått, indigo och violett. Även andra indelningar förekommer, ett exempel visas i boxen härintill. Aktuell färgvetenskaplig litteratur utesluter ofta indigo och anger bara sex färger. Gränserna mellan dessa anges olika i olika källor, liksom gränserna för hela det våglängdsområde som ska kallas "synligt ljus". Flera viktiga färg- och ljusvetenskapliga verk avstår helt från att dela in spektrum i färgområden och nöjer sig med att ange gränserna för det strålningsområde som kan ge upphov till synintryck.
Det har föreslagits att Newton valde att inkludera indigo inte för att han såg det som en distinkt färg, skiljd från blått och violett, utan för att han ville anknyta till det mystiskt laddade talet sju, och/eller ville ordna färgerna i en skala som motsvarade en oktav inom musiken. Det har också föreslagits att Newtons färg "indigo" skulle motsvara det vi idag kallar blått, medan Newtons "blå" idag skulle kallas blågrön eller cyan.
Tvärt emot vad man ofta tror innehåller spektrum inte alla de kulörtoner vi kan uppfatta utan saknar våglängder som motsvarar "purpurområdet" mellan blåviolett och rött.
Strålning med endast en våglängd kallas monokromatisk. Den uppträder bara i mycket speciella situationer. Det normala är i stället att den strålning som når våra ögon och där ger upphov till en färgperception är blandning av många olika våglängder.

## Typ av spektrum
Ljus från en svartkroppsstrålare (som till exempel solen) har ett kontinuerligt spektrum och består alltså av en obruten följd av våglängder. Ljuset från solen är sådant att det vid en uppdelning uppvisar alla färger som det mänskliga ögat kan observera, vilket leder till att ljuset normalt uppfattas som vitt. Detta betyder dock inte att alla typer av vitt ljus består av ett kontinuerligt spektrum; ljuset från lysrör består av ett fåtal våglängder ett diskret spektrum, men kan trots detta upplevas som vitt.
Exempel på färgspektrum från olika ljuskällor med liknande färgtemperatur.
Lysrör 4200Kelvin
LED modul 4100Kelvin
Om ljus vars strålning har ett kontinuerligt spektrum, passerar genom ett ämne (exempelvis en gas eller ett förgasat ämne), ser man att vissa våglängder har absorberats av ämnet och framträder som mörka linjer inom spektrumet. Ett sådant spektrum kallas ett absorptionsspektrum och de mörka linjerna för absorptionslinjer.
På liknande sätt, avger ett ämne som upphettas, ljus med vissa bestämda våglängder som kan delas upp i ett emissionsspektrum, där de olika våglängderna framträder som en serie ljusa linjer, så kallade emissionslinjer. Om man jämför ett ämnes absorptionsspektrum med dess emissionsspektrum, kan man lätt se att linjerna hamnar på exakt samma våglängder. Detta beror på att det i båda fallen är samma grundläggande fenomen som är inblandat: excitation och de-excitation av elektroner. Varje ämne har sitt eget karakteristiska spektrum, vilket utnyttjas i spektroskopi för att utröna vilka ämnen ett prov, eller för den delen ett astronomiskt objekt består av.
Varje yta har egenskapen att olika ljusvåglängder absorberas eller reflekteras i olika grad, något som kan visas i form av ett reflektionsspektrum. Den reflekterade strålning som når våra ögon och får oss att se färg är en produkt av ljuskällans emissionsspektrum, den reflekterande ytans reflektionsspektrum och det mellanliggande mediets (till exempel luftens) absorptionsspektrum.